# Bia (serial telewizyjny)
Bia – argentyńska telenowela, która miała premierę 24 czerwca 2019 roku. Producentami serialu są argentyńskie koncerny telewizyjne Pegsa Group i Non Stop Producciones we współpracy z oddziałami Disney Channel w Ameryce Łacińskiej i Europie.
Polska premiera serialu miała miejsce 11 listopada 2019 roku na antenie Disney Channel.

## Informacje o serialu
W serialu występuje międzynarodowa obsada, na czele z brazylijską aktorką Isabelą Souza (znaną z serialu Disneya Juacas) oraz hiszpańskim aktorem Julio Peña. Serial miał swoją premierę w Disney Channel w Ameryce Łacińskiej i Europie w 2019 roku. Bia łączy w sobie komedię, dramat i romans, zawiera wiele tajemnic i oryginalną muzykę. Grają w nim argentyńscy aktorzy Guido Messina, Agustina Palma (znana z serialu Disneya Jedenastka), Rodrigo Rumi, Micaela Díaz, Fernando Dente (znany z filmu Disneya High School Musical: El Desafio), Alan Madanes i Valentina González, a także Brazylijczycy Gabriella Di Grecco i Rhener Freitas, Meksykanki Andrea De Alba i Julia Argüelles, Włoszka Giulia Guerrini (znana z serialu Disneya Alex i spółka), Kolumbijczycy Luis Giraldo i Daniela Trujillo, Wenezuelczyk Esteban Velásquez i Ekwadorczyk Jandino (znani z serialu Disneya Soy Luna). Produkcja serialu – składającego się z 60 odcinków po 45 minut – rozpoczęła się latem 2018 roku. Reżyserami są Jorge Bechara i Daniel De Felippo.
Pierwsza zapowiedź serialu pojawiła się 31 grudnia 2018 roku i pierwszy zwiastun pojawił się 24 marca 2019 na kanale YouTube Disney Channel w Ameryce Łacińskiej. Drugi zwiastun serialu pojawił się 27 marca 2019 roku w serwisie Instagram Disney Channel w Ameryce Łacińskiej. Druga zapowiedź serialu pojawiła się 23 kwietnia 2019 roku. 21 czerwca 2019 roku na kanale YouTube Disney Channel Brasil została udostępniona 5-minutowa zapowiedź serialu.
10 października 2019 roku został potwierdzony drugi sezon serialu, którego premierę zaplanowano na 16 marca 2020 roku. 10 lutego 2020 roku pojawiła się pierwsza zapowiedź drugiego sezonu serialu.
14 marca 2020 roku aktor Rodrigo Rumi ogłosił podczas transmisji na żywo potwierdzenie przedłużenia serialu o trzeci sezon. 25 kwietnia 2020 roku aktor Javier Ramírez Espinoza ogłosił, że zagra własną rolę w trzecim sezonie serialu. Jednak w mediach społecznościowych krąży wiele plotek, że ten sezon nie może się wydarzyć. Ponadto od niedawna aktorzy serialu również wyrażają co do tego swoje wątpliwości i nie wiedzą, czy serial będzie uprawniony do trzeciego sezonu. Powodem wątpliwości jest to, że pandemia COVID-19 spowodowała, że serial nie był obecnie w stanie kręcić tego sezonu, a inną przyczyną jest to, że jeden z członków obsady serialu, Kevsho, zamieścił na swoim koncie nagranie wideo, w którym wyjaśnia, że plany zdjęciowe dla Fundomu i domu Gutiérrezów nie znajdują się już w miejscu, w którym zwykle były kręcone. Fani tworzyli następnie hashtagi w sieciach społecznościowych, a także petycje (z których jedna zebrała ponad 30 000 podpisów), aby przyciągnąć uwagę Disneya i wyprodukować trzeci sezon. Na szczęście fakt, że Andrea de Alba wróciła do Argentyny (utknęła w Meksyku z powodu globalnej pandemii koronawirusa), dał nadzieję na możliwy sezon trzeci, który mógłby zostać wydany w 2021 roku. Jeden z członków projektu serialowego potwierdził, że trzeci sezon nie został odwołany, ale po prostu jest na przerwie do czasu, gdy warunki sanitarne pozwolą na rozpoczęcie zdjęć w ciągu kilku miesięcy. 10 sierpnia 2020 roku serial został oficjalnie przedłużony o trzeci sezon, którego produkcja rozpoczęła się jesienią 2020 roku.
20 sierpnia 2020 roku aktorka Valentina González potwierdziła na Instagramie bezpośrednio, że specjalny odcinek serialu zostanie wkrótce wyemitowany wyłącznie na platformie streamingowej Disney+. 16 listopada 2020 roku pojawiła się pierwsza zapowiedź odcinka specjalnego. W styczniu 2021 roku potwierdzono, że odcinek specjalny zostanie wyemitowany w lutym tego samego roku. 26 stycznia 2021 roku pojawił się oficjalny zwiastun odcinka specjalnego. Potwierdzono również, że oficjalna premiera odcinka specjalnego odbędzie się 19 lutego 2021 roku.

## Opis fabuły

### Sezon 1
Bia opowiada o grupie nastolatków, którzy rozwijają swoje talenty w „Fundom”, miejscu spotkań i wypowiedzi dla tych, którzy stawiają pierwsze kroki w tworzeniu treści online. Wśród nich jest Bia (Isabela Souza), dziewczyna o wielkiej wyobraźni, która przekształca otaczającą ją rzeczywistość poprzez talent artystyczny i pasję do rysowania. Podobnie jak inni członkowie „Fundom” – wśród nich są jej najlepsze przyjaciółki, Chiara (Giulia Guerrini) i Celeste (Agustina Palma), utalentowany muzyk o imieniu Jhon (Luis Giraldo), wspaniała tancerka o imieniu Daisy (Micaela Diaz), Alex (Guido Messina) – egocentryczny i uwodzicielski artysta, oraz Manuel (Julio Peña) – miłośnik muzyki – Bia wyrusza w twórczą podróż po sieciach społecznościowych, podczas której poprzez eksperymenty i współpracę przy produkcji filmików będzie się dzielić wspaniałymi chwilami z przyjaciółmi, a także zakocha się, nauczy pokonywać najtrudniejsze przeszkody i odkryje, jak ważne jest najlepsze wykorzystanie życia. W przeciwieństwie do talentów z „Laix”, chętnych do zdobycia większej liczby wielbicieli i osiągnięcia „sukcesu”, talenty z „Fundom” będą się rozwijać, upadać i ponownie wstawać tysiąc razy, wiedząc, że prawdziwym sukcesem jest znalezienie szczęścia poprzez bycie sobą.

### Sezon 2
Nowy sezon serialu opowiada historię Bii, Chiary, Celeste, Manuela i innych członków „Fundom”, którzy podróżują po swoich ścieżkach twórczych, umacniają przyjaźnie i związki oraz odkrywają więcej o swoich prawdziwych tożsamościach i miejscach docelowych. Publiczne spotkanie sióstr, Any (Gabriella Di Grecco) i Bii, ożywa w szczególny sposób dzięki muzyce. Przy wsparciu przyjaciółek, Chiary i Celeste, Bia wszczyna dochodzenie odnośnie do tego, co wydarzyło się podczas wypadku, który skłócił rodzinę Urquizów z Gutiérrezami. Prawda wszystkich zaskakuje, generując nowe konflikty rodzinne i narażając „Binuel” na ciągłe niebezpieczeństwo. Z drugiej strony Manuel wpada w kryzys po odkryciu tajemnicy o swojej tożsamości, a Alex przechodzi głęboką zmianę, znajdując wsparcie u Carmín (Andrea De Alba). Ponadto Marcos (Rodrigo Rumi) próbuje zniszczyć „Fundom”, ale grupa z BeU, bardziej zjednoczona, niż kiedykolwiek, może go powstrzymać, nie wyobrażając sobie, że nowy początek na zawsze zmieni ich życie.

## Obsada

### Pierwszoplanowa obsada
- Isabela Souza – Beatriz „Bia” Urquiza
- Julio Peña – Manuel Gutiérrez Quemola
- Gabriella Di Grecco – Helena Urquiza / Ana da Silvo
- Fernando Dente – Victor Gutiérrez
- Agustina Palma – Celeste Quintero
- Giulia Guerrini – Chiara Callegri
- Andrea De Alba – Carmín Laguardia
- Guido Messina – Alex Gutiérrez
- Daniela Trujillo – Isabel „Pixie” Ocaranta
- Micaela Díaz – Daisy Durant
- Julia Argüelles – Mara Morales
- Alan Madanes – Pietro Benedetto Jr.
- Rhener Freitas – Thiago Kunst
- Esteban Velásquez – Guillermo Ruiz
- Rodrigo Rumi – Marcos Golden
- Luis Giraldo – Jhon Caballero (sezon 1)
- André Lamoglia – Luan Crei (sezon 2)
- Valentina González – Aillén Soles
- Jandino – Jandino
- Sergio Surraco – Antonio Gutiérrez
- Estela Ribeiro – Alice Urquiza
- Alejandro Botto – Mariano Urquiza
- Mariela Pizzo – Paula Gutiérrez

## Lista odcinków

### Przegląd sezonów
| Seria | Seria             | Odcinki           | Odcinki | Pierwsza emisja      | Pierwsza emisja  | Pierwsza emisja      | Pierwsza emisja      | Pierwsza emisja   | Pierwsza emisja  |
| Seria | Seria             | Odcinki           | Odcinki | Premiera             | Finał            | Premiera             | Finał                | Premiera          | Finał            |
| ----- | ----------------- | ----------------- | ------- | -------------------- | ---------------- | -------------------- | -------------------- | ----------------- | ---------------- |
|       | 1                 | 60                | 20      | 24 czerwca 2019      | 19 lipca 2019    | 16 września 2019     | 17 października 2019 | 11 listopada 2019 | 6 grudnia 2019   |
|       | 1                 | 60                | 20      | 19 sierpnia 2019     | 13 września 2019 | 21 października 2019 | 21 listopada 2019    | 9 marca 2020      | 3 kwietnia 2020  |
|       | 1                 | 60                | 20      | 14 października 2019 | 8 listopada 2019 | 25 listopada 2019    | 4 stycznia 2020      | 6 kwietnia 2020   | 1 maja 2020      |
|       | 2                 | 60                | 40      | 16 marca 2020        | 8 maja 2020      | 13 kwietnia 2020     | 18 czerwca 2020      | 9 listopada 2020  | 4 stycznia 2021  |
|       | 2                 | 60                | 20      | 29 czerwca 2020      | 24 lipca 2020    | 22 czerwca 2020      | 23 lipca 2020        | 5 stycznia 2021   | 29 stycznia 2021 |
|       | Odcinek specjalny | Odcinek specjalny | 1       | 19 lutego 2021       | 19 lutego 2021   | nieemitowany         | nieemitowany         | nieemitowany      | nieemitowany     |

### Sezon 1 (2019)
| Nr                                                         | Tytuł                  | Premiera                                                       | Premiera w Polsce |
| Część I: Así yo soy (Oto jestem)                           |                        |                                                                |                   |
| ---------------------------------------------------------- | ---------------------- | -------------------------------------------------------------- | ----------------- |
| 1                                                          | Odcinek 1 Episodio 1   | 24 czerwca 2019 (Argentyna) 16 września 2019 (Hiszpania)       | 11 listopada 2019 |
| 2                                                          | Odcinek 2 Episodio 2   | 25 czerwca 2019 (Argentyna) 17 września 2019 (Hiszpania)       | 12 listopada 2019 |
| 3                                                          | Odcinek 3 Episodio 3   | 26 czerwca 2019 (Argentyna) 18 września 2019 (Hiszpania)       | 13 listopada 2019 |
| 4                                                          | Odcinek 4 Episodio 4   | 27 czerwca 2019 (Argentyna) 19 września 2019 (Hiszpania)       | 14 listopada 2019 |
| 5                                                          | Odcinek 5 Episodio 5   | 28 czerwca 2019 (Argentyna) 23 września 2019 (Hiszpania)       | 15 listopada 2019 |
| 6                                                          | Odcinek 6 Episodio 6   | 1 lipca 2019 (Argentyna) 24 września 2019 (Hiszpania)          | 18 listopada 2019 |
| 7                                                          | Odcinek 7 Episodio 7   | 2 lipca 2019 (Argentyna) 25 września 2019 (Hiszpania)          | 19 listopada 2019 |
| 8                                                          | Odcinek 8 Episodio 8   | 3 lipca 2019 (Argentyna) 26 września 2019 (Hiszpania)          | 20 listopada 2019 |
| 9                                                          | Odcinek 9 Episodio 9   | 4 lipca 2019 (Argentyna) 30 września 2019 (Hiszpania)          | 21 listopada 2019 |
| 10                                                         | Odcinek 10 Episodio 10 | 5 lipca 2019 (Argentyna) 1 października 2019 (Hiszpania)       | 22 listopada 2019 |
| 11                                                         | Odcinek 11 Episodio 11 | 8 lipca 2019 (Argentyna) 2 października 2019 (Hiszpania)       | 25 listopada 2019 |
| 12                                                         | Odcinek 12 Episodio 12 | 9 lipca 2019 (Argentyna) 3 października 2019 (Hiszpania)       | 26 listopada 2019 |
| 13                                                         | Odcinek 13 Episodio 13 | 10 lipca 2019 (Argentyna) 7 października 2019 (Hiszpania)      | 27 listopada 2019 |
| 14                                                         | Odcinek 14 Episodio 14 | 11 lipca 2019 (Argentyna) 8 października 2019 (Hiszpania)      | 28 listopada 2019 |
| 15                                                         | Odcinek 15 Episodio 15 | 12 lipca 2019 (Argentyna) 9 października 2019 (Hiszpania)      | 29 listopada 2019 |
| 16                                                         | Odcinek 16 Episodio 16 | 15 lipca 2019 (Argentyna) 10 października 2019 (Hiszpania)     | 2 grudnia 2019    |
| 17                                                         | Odcinek 17 Episodio 17 | 16 lipca 2019 (Argentyna) 14 października 2019 (Hiszpania)     | 3 grudnia 2019    |
| 18                                                         | Odcinek 18 Episodio 18 | 17 lipca 2019 (Argentyna) 15 października 2019 (Hiszpania)     | 4 grudnia 2019    |
| 19                                                         | Odcinek 19 Episodio 19 | 18 lipca 2019 (Argentyna) 16 października 2019 (Hiszpania)     | 5 grudnia 2019    |
| 20                                                         | Odcinek 20 Episodio 20 | 19 lipca 2019 (Argentyna) 17 października 2019 (Hiszpania)     | 6 grudnia 2019    |
| Część II: ¡Todo Vuelve! (Wszystko wraca!)                  |                        |                                                                |                   |
| 21                                                         | Odcinek 21 Episodio 21 | 19 sierpnia 2019 (Argentyna) 21 października 2019 (Hiszpania)  | 9 marca 2020      |
| 22                                                         | Odcinek 22 Episodio 22 | 20 sierpnia 2019 (Argentyna) 22 października 2019 (Hiszpania)  | 10 marca 2020     |
| 23                                                         | Odcinek 23 Episodio 23 | 21 sierpnia 2019 (Argentyna) 23 października 2019 (Hiszpania)  | 11 marca 2020     |
| 24                                                         | Odcinek 24 Episodio 24 | 22 sierpnia 2019 (Argentyna) 24 października 2019 (Hiszpania)  | 12 marca 2020     |
| 25                                                         | Odcinek 25 Episodio 25 | 23 sierpnia 2019 (Argentyna) 28 października 2019 (Hiszpania)  | 13 marca 2020     |
| 26                                                         | Odcinek 26 Episodio 26 | 26 sierpnia 2019 (Argentyna) 29 października 2019 (Hiszpania)  | 16 marca 2020     |
| 27                                                         | Odcinek 27 Episodio 27 | 27 sierpnia 2019 (Argentyna) 30 października 2019 (Hiszpania)  | 17 marca 2020     |
| 28                                                         | Odcinek 28 Episodio 28 | 28 sierpnia 2019 (Argentyna) 31 października 2019 (Hiszpania)  | 18 marca 2020     |
| 29                                                         | Odcinek 29 Episodio 29 | 29 sierpnia 2019 (Argentyna) 4 listopada 2019 (Hiszpania)      | 19 marca 2020     |
| 30                                                         | Odcinek 30 Episodio 30 | 30 sierpnia 2019 (Argentyna) 5 listopada 2019 (Hiszpania)      | 20 marca 2020     |
| 31                                                         | Odcinek 31 Episodio 31 | 2 września 2019 (Argentyna) 6 listopada 2019 (Hiszpania)       | 23 marca 2020     |
| 32                                                         | Odcinek 32 Episodio 32 | 3 września 2019 (Argentyna) 7 listopada 2019 (Hiszpania)       | 24 marca 2020     |
| 33                                                         | Odcinek 33 Episodio 33 | 4 września 2019 (Argentyna) 11 listopada 2019 (Hiszpania)      | 25 marca 2020     |
| 34                                                         | Odcinek 34 Episodio 34 | 5 września 2019 (Argentyna) 12 listopada 2019 (Hiszpania)      | 26 marca 2020     |
| 35                                                         | Odcinek 35 Episodio 35 | 6 września 2019 (Argentyna) 13 listopada 2019 (Hiszpania)      | 27 marca 2020     |
| 36                                                         | Odcinek 36 Episodio 36 | 9 września 2019 (Argentyna) 14 listopada 2019 (Hiszpania)      | 30 marca 2020     |
| 37                                                         | Odcinek 37 Episodio 37 | 10 września 2019 (Argentyna) 18 listopada 2019 (Hiszpania)     | 31 marca 2020     |
| 38                                                         | Odcinek 38 Episodio 38 | 11 września 2019 (Argentyna) 19 listopada 2019 (Hiszpania)     | 1 kwietnia 2020   |
| 39                                                         | Odcinek 39 Episodio 39 | 12 września 2019 (Argentyna) 20 listopada 2019 (Hiszpania)     | 2 kwietnia 2020   |
| 40                                                         | Odcinek 40 Episodio 40 | 13 września 2019 (Argentyna) 21 listopada 2019 (Hiszpania)     | 3 kwietnia 2020   |
| Część III: ¡Lo Mejor Comienza! (Rozpoczyna się najlepsze!) |                        |                                                                |                   |
| 41                                                         | Odcinek 41 Episodio 41 | 14 października 2019 (Argentyna) 25 listopada 2019 (Hiszpania) | 6 kwietnia 2020   |
| 42                                                         | Odcinek 42 Episodio 42 | 15 października 2019 (Argentyna) 26 listopada 2019 (Hiszpania) | 7 kwietnia 2020   |
| 43                                                         | Odcinek 43 Episodio 43 | 16 października 2019 (Argentyna) 27 listopada 2019 (Hiszpania) | 8 kwietnia 2020   |
| 44                                                         | Odcinek 44 Episodio 44 | 17 października 2019 (Argentyna) 28 listopada 2019 (Hiszpania) | 9 kwietnia 2020   |
| 45                                                         | Odcinek 45 Episodio 45 | 18 października 2019 (Argentyna) 2 grudnia 2019 (Hiszpania)    | 10 kwietnia 2020  |
| 46                                                         | Odcinek 46 Episodio 46 | 21 października 2019 (Argentyna) 3 grudnia 2019 (Hiszpania)    | 13 kwietnia 2020  |
| 47                                                         | Odcinek 47 Episodio 47 | 22 października 2019 (Argentyna) 4 grudnia 2019 (Hiszpania)    | 14 kwietnia 2020  |
| 48                                                         | Odcinek 48 Episodio 48 | 23 października 2019 (Argentyna) 5 grudnia 2019 (Hiszpania)    | 15 kwietnia 2020  |
| 49                                                         | Odcinek 49 Episodio 49 | 24 października 2019 (Argentyna) 9 grudnia 2019 (Hiszpania)    | 16 kwietnia 2020  |
| 50                                                         | Odcinek 50 Episodio 50 | 25 października 2019 (Argentyna) 10 grudnia 2019 (Hiszpania)   | 17 kwietnia 2020  |
| 51                                                         | Odcinek 51 Episodio 51 | 28 października 2019 (Argentyna) 11 grudnia 2019 (Hiszpania)   | 20 kwietnia 2020  |
| 52                                                         | Odcinek 52 Episodio 52 | 29 października 2019 (Argentyna) 12 grudnia 2019 (Hiszpania)   | 21 kwietnia 2020  |
| 53                                                         | Odcinek 53 Episodio 53 | 30 października 2019 (Argentyna) 16 grudnia 2019 (Hiszpania)   | 22 kwietnia 2020  |
| 54                                                         | Odcinek 54 Episodio 54 | 31 października 2019 (Argentyna) 17 grudnia 2019 (Hiszpania)   | 23 kwietnia 2020  |
| 55                                                         | Odcinek 55 Episodio 55 | 1 listopada 2019 (Argentyna) 18 grudnia 2019 (Hiszpania)       | 24 kwietnia 2020  |
| 56                                                         | Odcinek 56 Episodio 56 | 4 listopada 2019 (Argentyna) 19 grudnia 2019 (Hiszpania)       | 27 kwietnia 2020  |
| 57                                                         | Odcinek 57 Episodio 57 | 5 listopada 2019 (Argentyna) 30 grudnia 2019 (Hiszpania)       | 28 kwietnia 2020  |
| 58                                                         | Odcinek 58 Episodio 58 | 6 listopada 2019 (Argentyna) 31 grudnia 2019 (Hiszpania)       | 29 kwietnia 2020  |
| 59                                                         | Odcinek 59 Episodio 59 | 7 listopada 2019 (Argentyna) 1 stycznia 2020 (Hiszpania)       | 30 kwietnia 2020  |
| 60                                                         | Odcinek 60 Episodio 60 | 8 listopada 2019 (Argentyna) 2 stycznia 2020 (Hiszpania)       | 1 maja 2020       |

### Sezon 2 (2020)
| Nr                                                    | Tytuł                  | Premiera                                                | Premiera w Polsce |
| Część I: Sé Tú Mismo (Bądź sobą)                      |                        |                                                         |                   |
| ----------------------------------------------------- | ---------------------- | ------------------------------------------------------- | ----------------- |
| 61                                                    | Odcinek 1 Episodio 1   | 16 marca 2020 (Argentyna) 13 kwietnia 2020 (Hiszpania)  | 9 listopada 2020  |
| 62                                                    | Odcinek 2 Episodio 2   | 17 marca 2020 (Argentyna) 14 kwietnia 2020 (Hiszpania)  | 10 listopada 2020 |
| 63                                                    | Odcinek 3 Episodio 3   | 18 marca 2020 (Argentyna) 15 kwietnia 2020 (Hiszpania)  | 11 listopada 2020 |
| 64                                                    | Odcinek 4 Episodio 4   | 19 marca 2020 (Argentyna) 16 kwietnia 2020 (Hiszpania)  | 12 listopada 2020 |
| 65                                                    | Odcinek 5 Episodio 5   | 20 marca 2020 (Argentyna) 20 kwietnia 2020 (Hiszpania)  | 13 listopada 2020 |
| 66                                                    | Odcinek 6 Episodio 6   | 23 marca 2020 (Argentyna) 21 kwietnia 2020 (Hiszpania)  | 16 listopada 2020 |
| 67                                                    | Odcinek 7 Episodio 7   | 24 marca 2020 (Argentyna) 22 kwietnia 2020 (Hiszpania)  | 17 listopada 2020 |
| 68                                                    | Odcinek 8 Episodio 8   | 25 marca 2020 (Argentyna) 23 kwietnia 2020 (Hiszpania)  | 18 listopada 2020 |
| 69                                                    | Odcinek 9 Episodio 9   | 26 marca 2020 (Argentyna) 27 kwietnia 2020 (Hiszpania)  | 19 listopada 2020 |
| 70                                                    | Odcinek 10 Episodio 10 | 27 marca 2020 (Argentyna) 28 kwietnia 2020 (Hiszpania)  | 20 listopada 2020 |
| 71                                                    | Odcinek 11 Episodio 11 | 30 marca 2020 (Argentyna) 29 kwietnia 2020 (Hiszpania)  | 23 listopada 2020 |
| 72                                                    | Odcinek 12 Episodio 12 | 31 marca 2020 (Argentyna) 30 kwietnia 2020 (Hiszpania)  | 24 listopada 2020 |
| 73                                                    | Odcinek 13 Episodio 13 | 1 kwietnia 2020 (Argentyna) 4 maja 2020 (Hiszpania)     | 25 listopada 2020 |
| 74                                                    | Odcinek 14 Episodio 14 | 2 kwietnia 2020 (Argentyna) 5 maja 2020 (Hiszpania)     | 26 listopada 2020 |
| 75                                                    | Odcinek 15 Episodio 15 | 3 kwietnia 2020 (Argentyna) 6 maja 2020 (Hiszpania)     | 27 listopada 2020 |
| 76                                                    | Odcinek 16 Episodio 16 | 6 kwietnia 2020 (Argentyna) 7 maja 2020 (Hiszpania)     | 30 listopada 2020 |
| 77                                                    | Odcinek 17 Episodio 17 | 7 kwietnia 2020 (Argentyna) 11 maja 2020 (Hiszpania)    | 1 grudnia 2020    |
| 78                                                    | Odcinek 18 Episodio 18 | 8 kwietnia 2020 (Argentyna) 12 maja 2020 (Hiszpania)    | 2 grudnia 2020    |
| 79                                                    | Odcinek 19 Episodio 19 | 9 kwietnia 2020 (Argentyna) 13 maja 2020 (Hiszpania)    | 3 grudnia 2020    |
| 80                                                    | Odcinek 20 Episodio 20 | 10 kwietnia 2020 (Argentyna) 14 maja 2020 (Hiszpania)   | 4 grudnia 2020    |
| 81                                                    | Odcinek 21 Episodio 21 | 13 kwietnia 2020 (Argentyna) 18 maja 2020 (Hiszpania)   | 7 grudnia 2020    |
| 82                                                    | Odcinek 22 Episodio 22 | 14 kwietnia 2020 (Argentyna) 19 maja 2020 (Hiszpania)   | 8 grudnia 2020    |
| 83                                                    | Odcinek 23 Episodio 23 | 15 kwietnia 2020 (Argentyna) 20 maja 2020 (Hiszpania)   | 9 grudnia 2020    |
| 84                                                    | Odcinek 24 Episodio 24 | 16 kwietnia 2020 (Argentyna) 21 maja 2020 (Hiszpania)   | 10 grudnia 2020   |
| 85                                                    | Odcinek 25 Episodio 25 | 17 kwietnia 2020 (Argentyna) 25 maja 2020 (Hiszpania)   | 11 grudnia 2020   |
| 86                                                    | Odcinek 26 Episodio 26 | 20 kwietnia 2020 (Argentyna) 26 maja 2020 (Hiszpania)   | 14 grudnia 2020   |
| 87                                                    | Odcinek 27 Episodio 27 | 21 kwietnia 2020 (Argentyna) 27 maja 2020 (Hiszpania)   | 15 grudnia 2020   |
| 88                                                    | Odcinek 28 Episodio 28 | 22 kwietnia 2020 (Argentyna) 28 maja 2020 (Hiszpania)   | 16 grudnia 2020   |
| 89                                                    | Odcinek 29 Episodio 29 | 23 kwietnia 2020 (Argentyna) 1 czerwca 2020 (Hiszpania) | 17 grudnia 2020   |
| 90                                                    | Odcinek 30 Episodio 30 | 24 kwietnia 2020 (Argentyna) 2 czerwca 2020 (Hiszpania) | 18 grudnia 2020   |
| 91                                                    | Odcinek 31 Episodio 31 | 27 kwietnia 2020 (Argentyna) 3 czerwca 2020 (Hiszpania) | 21 grudnia 2020   |
| 92                                                    | Odcinek 32 Episodio 32 | 28 kwietnia 2020 (Argentyna) 4 czerwca 2020 (Hiszpania) | 22 grudnia 2020   |
| 93                                                    | Odcinek 33 Episodio 33 | 29 kwietnia 2020 (Argentyna) 8 czerwca 2020 (Hiszpania) | 23 grudnia 2020   |
| 94                                                    | Odcinek 34 Episodio 34 | 30 kwietnia 2020 (Argentyna) 9 czerwca 2020 (Hiszpania) | 24 grudnia 2020   |
| 95                                                    | Odcinek 35 Episodio 35 | 1 maja 2020 (Argentyna) 10 czerwca 2020 (Hiszpania)     | 25 grudnia 2020   |
| 96                                                    | Odcinek 36 Episodio 36 | 4 maja 2020 (Argentyna) 11 czerwca 2020 (Hiszpania)     | 28 grudnia 2020   |
| 97                                                    | Odcinek 37 Episodio 37 | 5 maja 2020 (Argentyna) 15 czerwca 2020 (Hiszpania)     | 29 grudnia 2020   |
| 98                                                    | Odcinek 38 Episodio 38 | 6 maja 2020 (Argentyna) 16 czerwca 2020 (Hiszpania)     | 30 grudnia 2020   |
| 99                                                    | Odcinek 39 Episodio 39 | 7 maja 2020 (Argentyna) 17 czerwca 2020 (Hiszpania)     | 1 stycznia 2021   |
| 100                                                   | Odcinek 40 Episodio 40 | 8 maja 2020 (Argentyna) 18 czerwca 2020 (Hiszpania)     | 4 stycznia 2021   |
| Część II: Aqui me encontrarás (Tutaj mnie znajdziesz) |                        |                                                         |                   |
| 101                                                   | Odcinek 41 Episodio 41 | 29 czerwca 2020 (Argentyna) 22 czerwca 2020 (Hiszpania) | 5 stycznia 2021   |
| 102                                                   | Odcinek 42 Episodio 42 | 30 czerwca 2020 (Argentyna) 23 czerwca 2020 (Hiszpania) | 6 stycznia 2021   |
| 103                                                   | Odcinek 43 Episodio 43 | 1 lipca 2020 (Argentyna) 24 czerwca 2020 (Hiszpania)    | 7 stycznia 2021   |
| 104                                                   | Odcinek 44 Episodio 44 | 2 lipca 2020 (Argentyna) 25 czerwca 2020 (Hiszpania)    | 8 stycznia 2021   |
| 105                                                   | Odcinek 45 Episodio 45 | 3 lipca 2020 (Argentyna) 29 czerwca 2020 (Hiszpania)    | 11 stycznia 2021  |
| 106                                                   | Odcinek 46 Episodio 46 | 6 lipca 2020 (Argentyna) 30 czerwca 2020 (Hiszpania)    | 12 stycznia 2021  |
| 107                                                   | Odcinek 47 Episodio 47 | 7 lipca 2020 (Argentyna) 1 lipca 2020 (Hiszpania)       | 13 stycznia 2021  |
| 108                                                   | Odcinek 48 Episodio 48 | 8 lipca 2020 (Argentyna) 2 lipca 2020 (Hiszpania)       | 14 stycznia 2021  |
| 109                                                   | Odcinek 49 Episodio 49 | 9 lipca 2020 (Argentyna) 6 lipca 2020 (Hiszpania)       | 15 stycznia 2021  |
| 110                                                   | Odcinek 50 Episodio 50 | 10 lipca 2020 (Argentyna) 7 lipca 2020 (Hiszpania)      | 18 stycznia 2021  |
| 111                                                   | Odcinek 51 Episodio 51 | 13 lipca 2020 (Argentyna) 8 lipca 2020 (Hiszpania)      | 19 stycznia 2021  |
| 112                                                   | Odcinek 52 Episodio 52 | 14 lipca 2020 (Argentyna) 9 lipca 2020 (Hiszpania)      | 20 stycznia 2021  |
| 113                                                   | Odcinek 53 Episodio 53 | 15 lipca 2020 (Argentyna) 13 lipca 2020 (Hiszpania)     | 21 stycznia 2021  |
| 114                                                   | Odcinek 54 Episodio 54 | 16 lipca 2020 (Argentyna) 14 lipca 2020 (Hiszpania)     | 22 stycznia 2021  |
| 115                                                   | Odcinek 55 Episodio 55 | 17 lipca 2020 (Argentyna) 15 lipca 2020 (Hiszpania)     | 25 stycznia 2021  |
| 116                                                   | Odcinek 56 Episodio 56 | 20 lipca 2020 (Argentyna) 16 lipca 2020 (Hiszpania)     | 26 stycznia 2021  |
| 117                                                   | Odcinek 57 Episodio 57 | 21 lipca 2020 (Argentyna) 20 lipca 2020 (Hiszpania)     | 27 stycznia 2021  |
| 118                                                   | Odcinek 58 Episodio 58 | 22 lipca 2020 (Argentyna) 21 lipca 2020 (Hiszpania)     | 28 stycznia 2021  |
| 119                                                   | Odcinek 59 Episodio 59 | 23 lipca 2020 (Argentyna) 22 lipca 2020 (Hiszpania)     | 29 stycznia 2021  |
| 120                                                   | Odcinek 60 Episodio 60 | 24 lipca 2020 (Argentyna) 23 lipca 2020 (Hiszpania)     | 29 stycznia 2021  |

### Odcinek specjalny (2021)
| Nr  | Tytuł                                            | Premiera                                            | Premiera w Polsce |
| --- | ------------------------------------------------ | --------------------------------------------------- | ----------------- |
| 121 | Bia: Świat do góry nogami Bia: Un Mundo Al Revés | 19 lutego 2021 (Argentyna) nieemitowany (Hiszpania) | nieemitowany      |

## Dyskografia
| Rok  | Dane dot. albumu |
| ---- | --- |
| 2019 | Así Yo Soy - Wydany: 14 czerwca 2019 (Ameryka Łacińska) - Wytwórnia: Walt Disney Records - Format: CD, digital download         |
| 2019 | Si Vuelvo A Nacer - Wydany: 8 listopada 2019 (Ameryka Łacińska) - Wytwórnia: Walt Disney Records - Format: CD, digital download |
| 2020 | Grita - Wydany: 6 marca 2020 (Ameryka Łacińska) - Wytwórnia: Walt Disney Records - Format: CD, digital download                 |
| 2021 | Un Mundo Al Revés - Wydany: 12 lutego 2021 (Ameryka Łacińska) - Wytwórnia: Walt Disney Records - Format: CD, digital download   |